# Laminarin
Laminarin ist eine in der Natur häufig vorkommende chemische Verbindung. Es ist ein zu den (1→3)-β-D-Glucanen gehörendes, je nach Form in Wasser lösliches Polysaccharid. In seiner polymerisierten Form dient es Algen, vor allem Braunalgen und Kieselalgen als Energiespeicher, ähnlich wie die Stärke bei den Landpflanzen.

## Aufbau
In unregelmäßiger Folge ist die Hauptkette des Laminarins verzweigt, wobei ein weiteres Glucosemolekül β-(1→6)-verbunden ist. Das Verhältnis von β-(1→3) und β-(1→6)-glycosidisch verknüpften Glucosemolekülen beträgt 15:1. Andere Quellen berichten von einem Verzweigungsgrad von 3:1.
In verschiedenen Braunalgenarten wurden sowohl lösliche (Laminaria digitata), als auch wasserunlösliche Formen (Laminaria cloustoni und Laminaria hyperborea) gefunden. Der Verzweigungsgrad bestimmt, ob die Verbindung wasserlöslich ist; das wenig verzweigte Laminarin ist löslich. Die wasserlösliche Form besteht aus 23–25 Glucoseeinheiten. Pro 37 (wasserlösliche Form) bzw. 57 (wasserunlösliche Form) Glucoseeinheiten ist das reduzierende Kettenende mit einem Molekül Mannit glycosidisch maskiert.
Das Dimer aus zwei Glucoseeinheiten, die (1→3)-β-verknüpft sind, ist die Laminaribiose.

## Gewinnung
Laminarin wird in größeren Mengen aus dem Fingertang (Laminaria digitata) gewonnen.

## Verwendung und biologische Bedeutung
Bei Tieren erzeugt Laminarin eine Antwort des jeweiligen Immunsystems. Wie viele Algen-Polysaccharide sind sulfatierte Laminarine potente Gerinnungshemmer. Früher wurde Laminarin auch als Arzneistoff zur Behandlung von nervösen Störungen verwendet.
Bei den Braunalgen ist Laminarin ein Reservekohlenhydrat mit ähnlicher Funktion wie die Stärke der Landpflanzen oder das Glykogen bei Tieren. Das Enzym Laminarinase (endo-1,3(4)-β-Glucanase) baut Polysaccharide mit β-1,3- und β-1,4-glycosidisch verbundenen Glucosebausteinen ab.